# فريدي فنتون
فريدي فنتون (بالإنجليزية: Freddie Fenton)‏ (1 فبراير 1879 في المملكة المتحدة - ) هو لاعب كرة قدم بريطاني (وحمل سابقاً جنسية المملكة المتحدة لبريطانيا العظمى وأيرلندا) في مركز الهجوم. لعب مع سويندون تاون ووست هام يونايتد ونادي غاينسبورو ترينيتي.